# Hentzia squamata
Hentzia squamata là một loài nhện trong họ Salticidae.
Loài này thuộc chi Hentzia. Hentzia squamata được Alexander Petrunkevitch miêu tả năm 1930.